# Massiac
Massiac är en kommun i departementet Cantal i regionen Auvergne-Rhône-Alpes i mitten av Frankrike. Kommunen ligger  i kantonen Massiac som ligger i arrondissementet Saint-Flour. År 2022 hade Massiac 1 801 invånare.

## Befolkningsutveckling
Antalet invånare i kommunen Massiac
Referens:INSEE

## Galleri

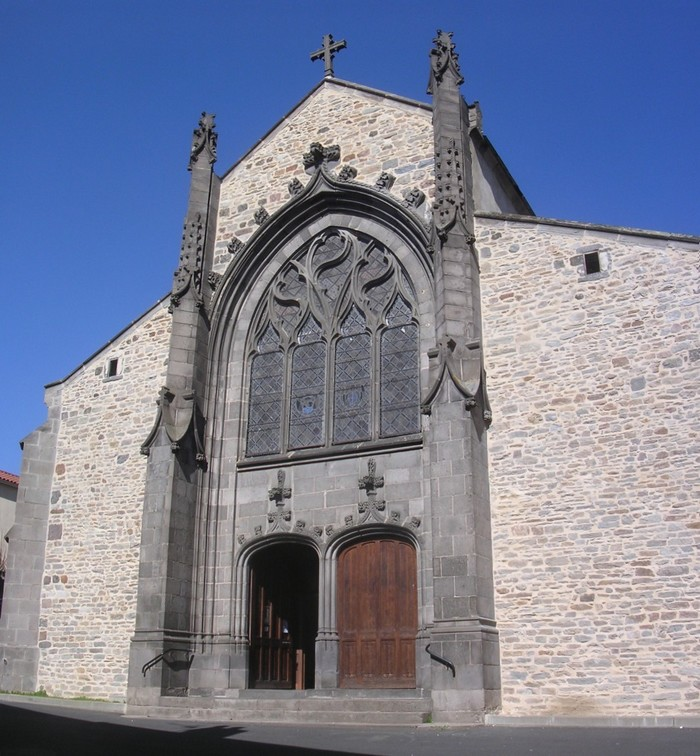
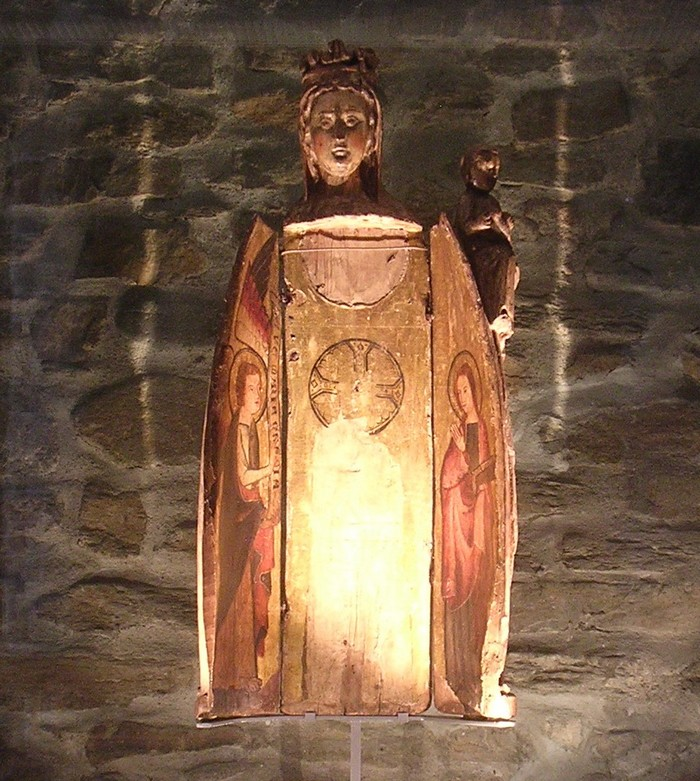
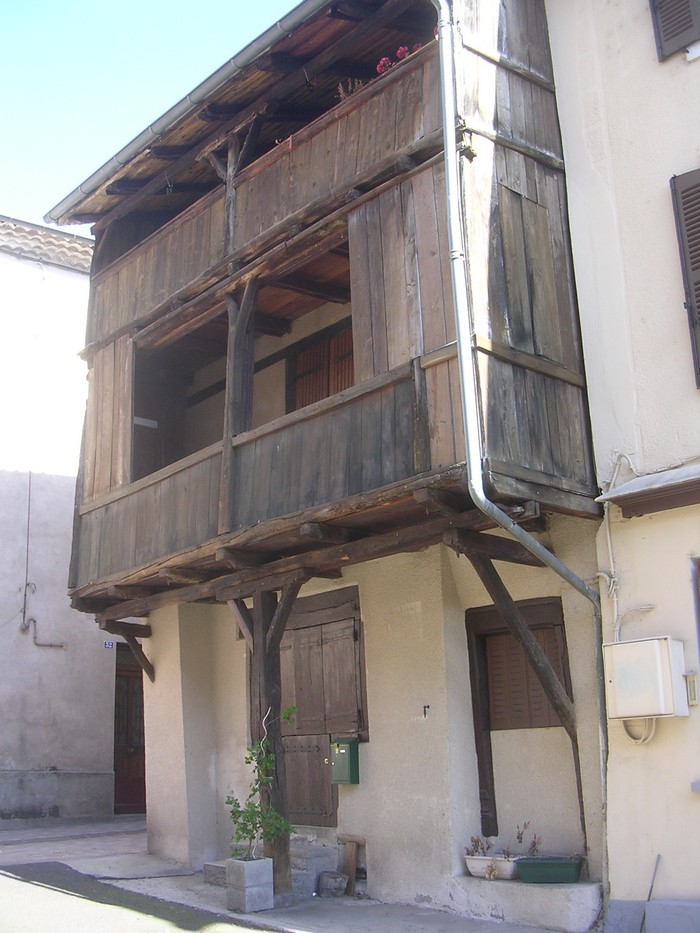
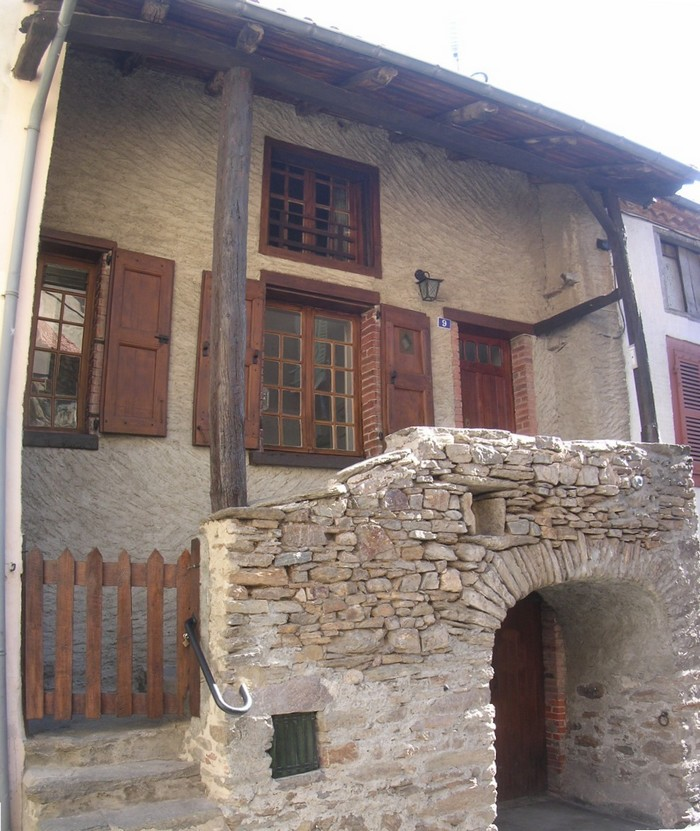
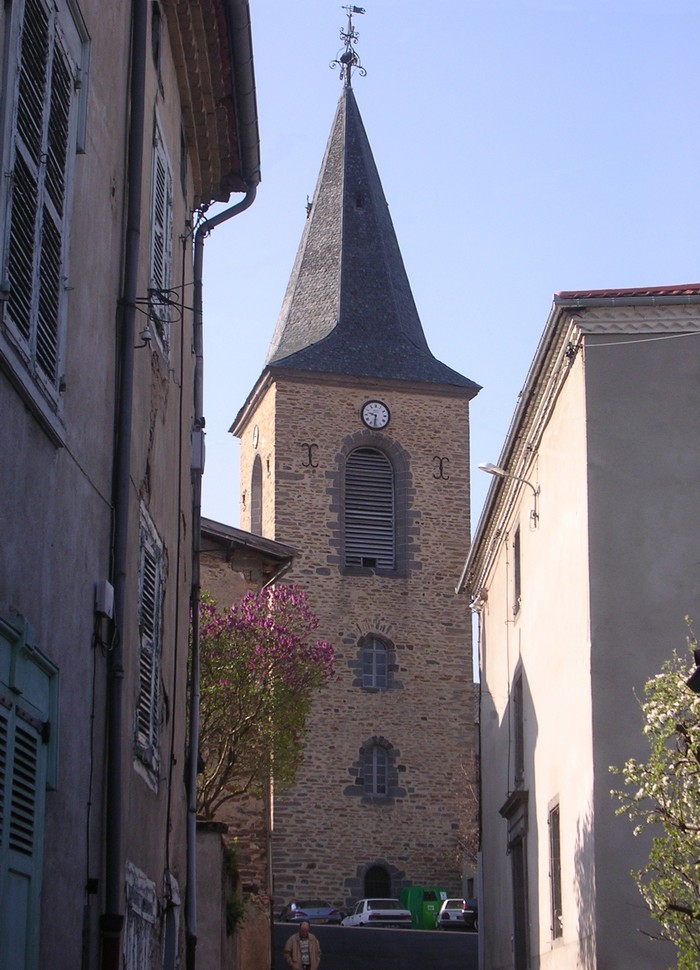
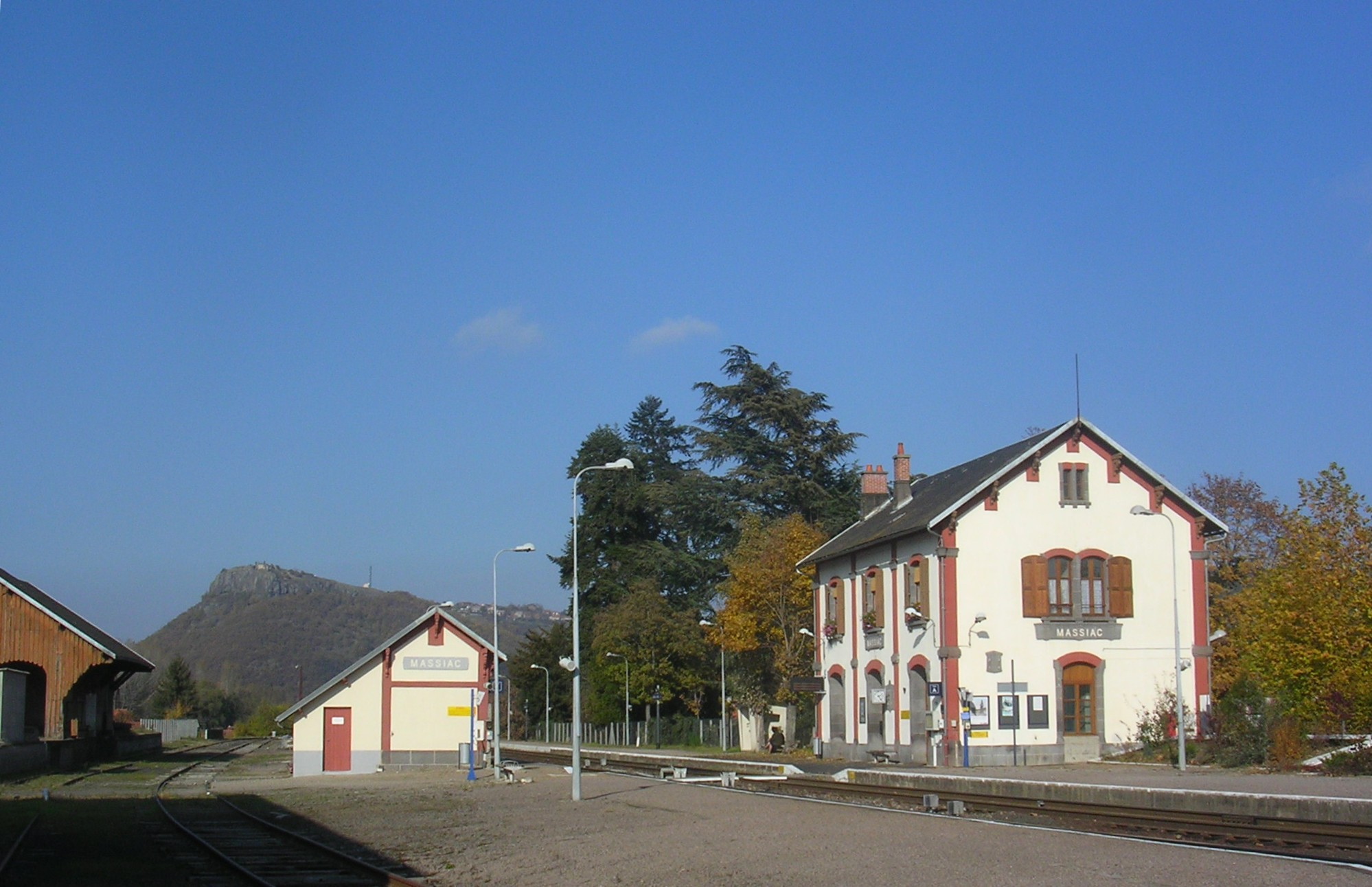
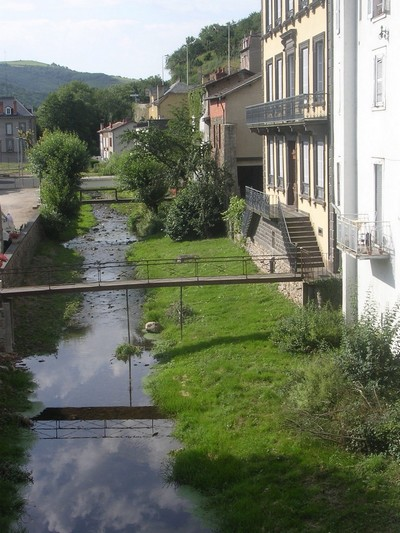

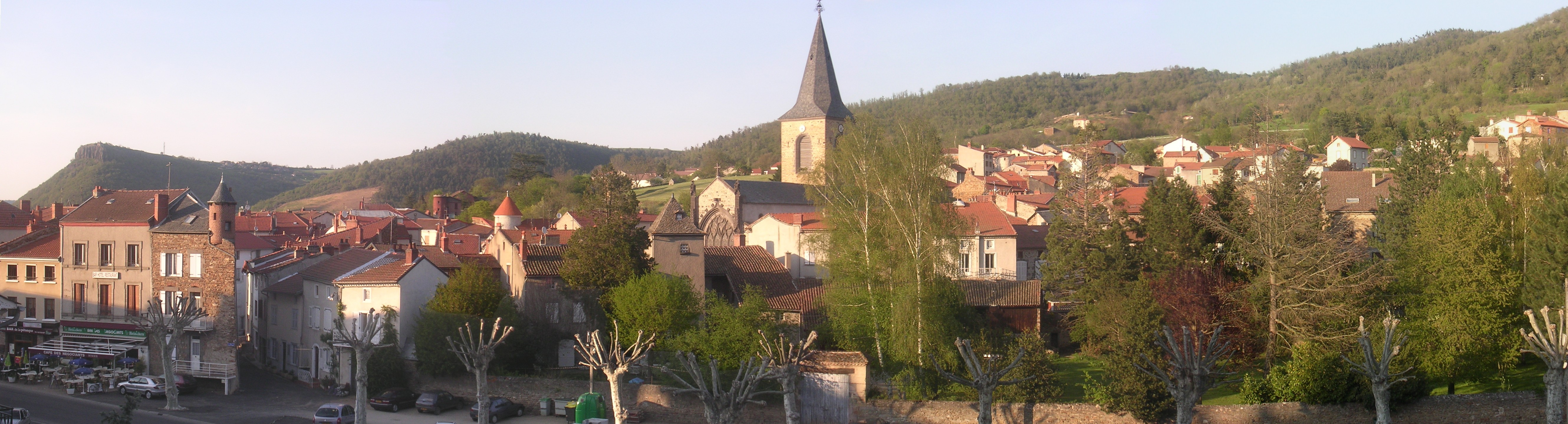

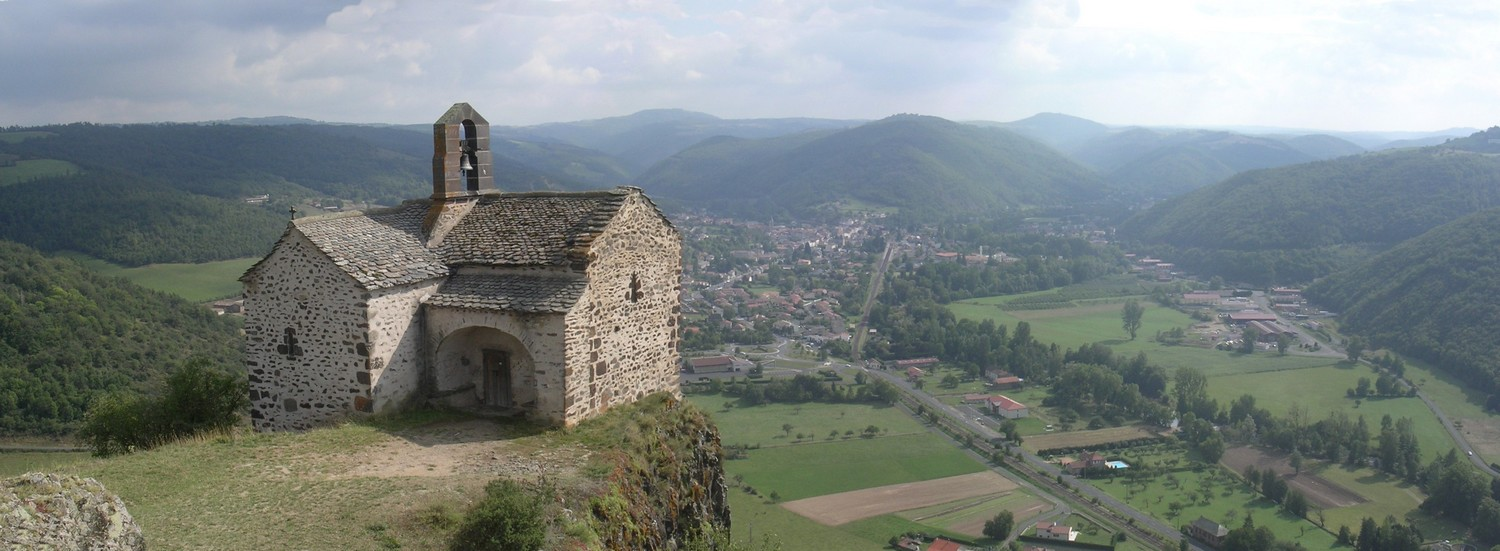

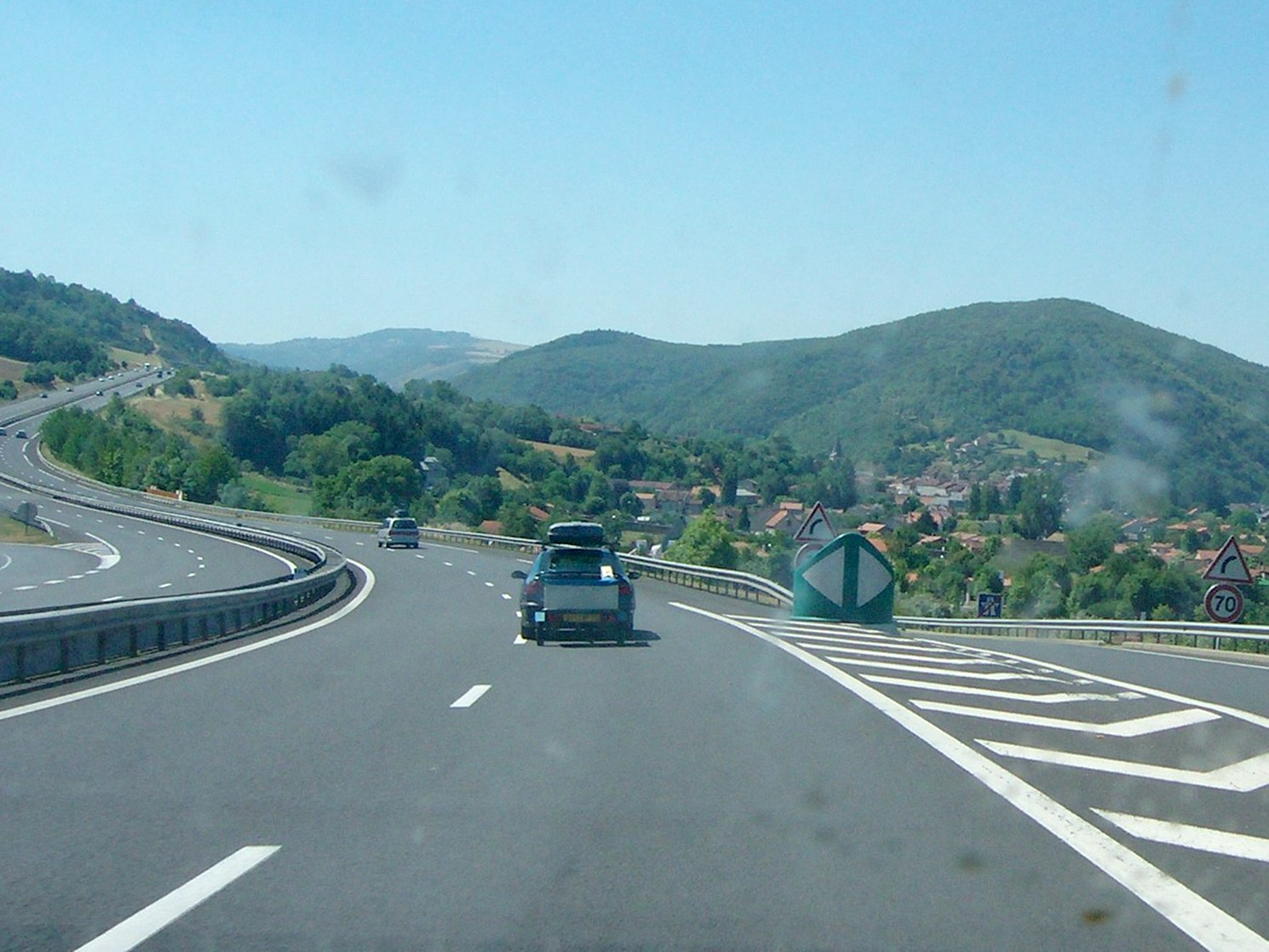
Väg A75
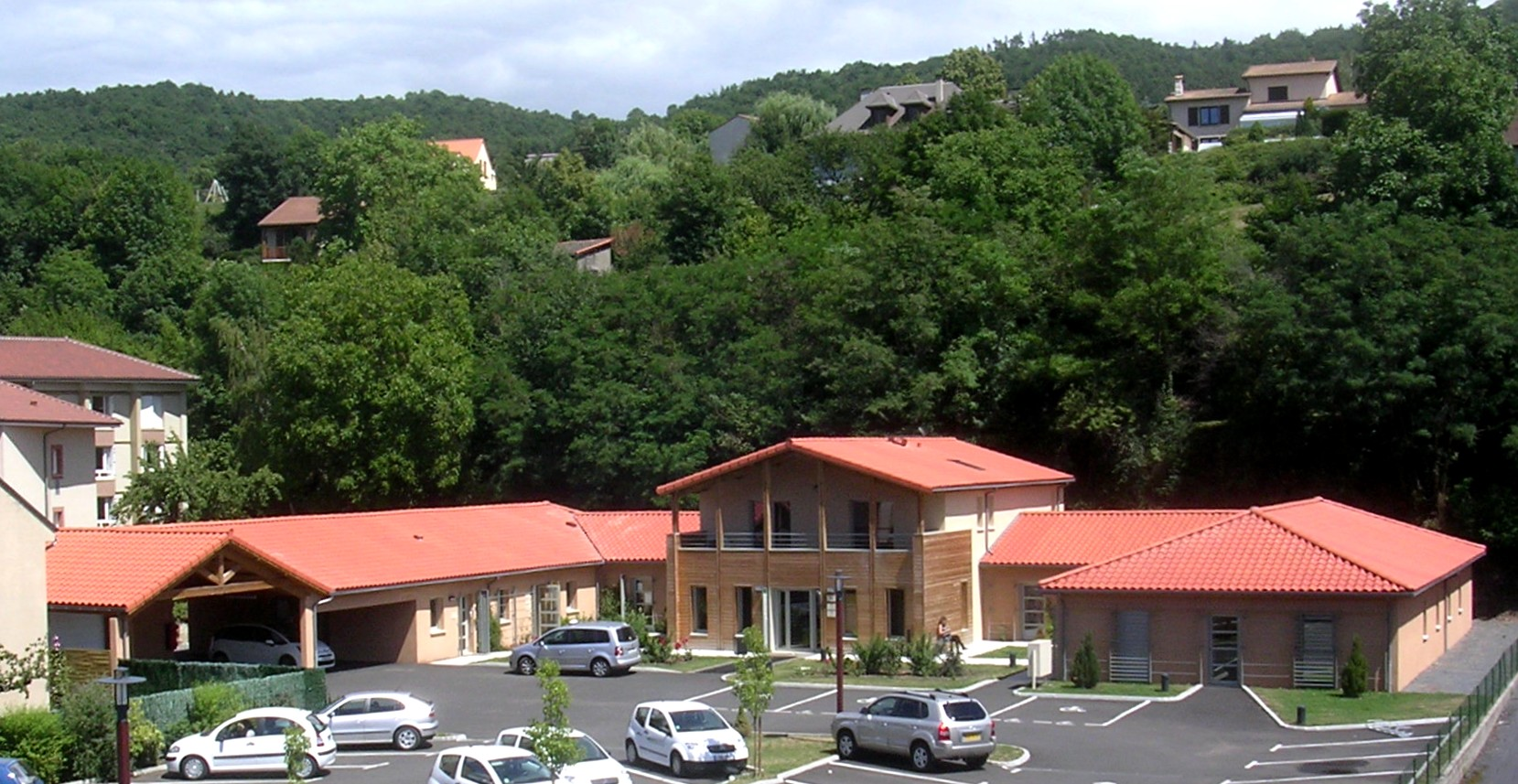